# Панарин, Николай Васильевич
Николай Васильевич Пана́рин (1936—1999) — российский политик, генерал-майор милиции, депутат Государственной думы второго созыва.

## Биография
Родился 20 февраля 1936 года в селе Михайловское (ныне Куркинского района Тульской области). По национальности русский.
Окончил Высшую школу МВД, генерал-майор милиции.
С 1980 по 1981 год участвовал в боевых действиях в Афганистане.

### Политическая деятельность
Избирался депутатом Архангельского областного Совета депутатов трудящихся и Белевского районного Совета Тульской области.
В декабре 1993 года был избран депутатом Тульской областной Думы. Перед избранием в декабре 1995 года в Государственную Думу работал начальником Управления внутренних дел Тульской области. В Госдуме был членом депутатской группы «Народовластие», членом Комитета по безопасности.
Скончался 13 сентября 1999 года.